# Eriococcus nothofagi
Eriococcus nothofagi är en insektsart som beskrevs av James Mather Hoy 1962. Eriococcus nothofagi ingår i släktet Eriococcus och familjen filtsköldlöss. Inga underarter finns listade i Catalogue of Life.